# Мрачна равнина
„Мрачна равнина“ е книга от Филип Рийв.

## Главни герои
- Том